# Kamalkuning
Kamalkuning is een bestuurslaag in het regentschap Probolinggo van de provincie Oost-Java, Indonesië. Kamalkuning telt 1541 inwoners (volkstelling 2010).